# Ricky Bell
Ricardo "Ricky" Bell, även känd som Slick, född 18 september 1967 i Roxbury i Boston, Massachusetts, är en amerikansk sångare som är mest känd som en av grundarna till R&B/popgruppen New Edition och som huvudsångaren i Bell Biv DeVoe. Som soloartist så släppte han 2000 sitt album Ricardo Campana.